# Імперія тукулерів
Імперія тукулерів або Тіджанійський халіфат (1848—1893) — держава на Заході Африки, що утворилася внаслідок джихаду Омара Саїду Талла. Швидко підкорила величезну територію. Втім у протистоянні з французькими колоніальними військами зазнала поразки й припинила існування у 1893 році.

## Історія
У 1830-х роках під впливом утворення халіфату Сокото Омар Талл, що до того навчався в Єгипті та здійснив хадж, розпочав проповідування щодо утворення справедливої ісламської держави. Згодом він став формувати власне військо. У 1848 року вступив у конфлікт з імаматом Фута-Джаллон, заклавши основи нової державності. Протягом 4 років поступово розширював володіння.
1852 року Омар Талл оголосив джихад усім немусульманам. 1853 року підкорив землі народу малінке, гори Бамбук і долину річки Фалем. За цим війська тукулерів зайняли східні області імамату Фута-Торо. 1854 року завдано поразки державам Каарта і Сегу. За цим першу було приєднано до держави тукулерів.
1857 році починається війна з Францією за панування в Фута-Торо, яка завершується поразкою й визнанням у 1860 році влади французів в Фута-Торо. Натомість протягом кампанії 1860—1861 року вдалося підкорити більшість земель імперії Сегу. Столиця останньої Сікоро стає новою столицею Імперії тукулерів. В кампанії 1862—1864 років незважаючи на запеклий спротив та потужне повстання 1864 року, вдалося захопити імперію Масина.
Наступ на захід припинився з огляду на посилення позицій Франції в долині Сенегалу. 1868 року вдалося зайняти більшість території колишнього імамату Фута-Торо. 1874 року було підкорено державу Волоф. Але у протистояння з державою Кайор і французами 1875 року було залишено Волоф і Фута-Торо.
1890 року Імперія тукулерів долучилася до антифранцузької коаліції Волофу, Васулу і Кенедугу. Втім дві останні через давній конфлікт не змогли дійсно виступити проти французів. Тому халіф тукулерів і буурба волоф самостійно до 1893 року боролися проти французьких колоніальних військ. Проте останні ще 1890 року зайняли основні райони в Сегу. Остаточний спротив туклуреів придушено 1897 року.

## Халіфи
- Омар Саїду Талл (1848—1864)
- Тідіані Талл (1864—1888)
- Ахмаду Талл (1864—1893)

## Релігійна політика
Належність володарів держави до суфійського братства (тарікату) тіджанія обумовило суворіше дотримання ісламських норм. Судочинство стали здійснювати на основі шаріату. Тривали гоніння поган і насильницька ісламізація.